# 15 novembre en sport
15 octobre 15 décembre
Chronologies thématiques
- Croisades
- Ferroviaires
- Disney

Le 15 novembre (319e jour de l'année ou 320e en cas d'année bissextile) en sport.

## Événements

### XIXesiècle
- 1859 :
  - (Jeux olympiques) : début des compétitions sportives des Jeux olympiques dit de Zappas. Cette réunion qui rassemble toutes les provinces grecques s’ouvre dès le 1er octobre avec des concours artistiques et techniques. Le programme des épreuves athlétiques comprend des courses de vitesse et de demi-fond, du saut en longueur et du lancer de javelot, mais aussi une course en sac et un grimper à un mât de cocagne. Ces épreuves se déroulent sur la place Saint-Louis d’Athènes. À noter le décès sur la ligne d’arrivée d’un concurrent au terme d’une course de demi-fond d’environ 1500 m. Ces compétitions connaissent un échec cuisant[1].
- 1890 :
  - (Football américain) : Les Buffaloes du Colorado, jouent leur premier match de football contre le Denver Athletic Club (en).

### XXesièclede1951à2000
- 1987 :
  - (Formule 1) : Grand Prix automobile d'Australie.

### XXIesiècle
- 2007 :
  - (Football) : démission de Daniel Passarella du club de River Plate.
- 2015 :
  - (Compétition automobile /Formule 1) : Nico Rosberg s'impose lors du Grand Prix automobile du Brésil, à Interlagos. Une deuxième victoire d’affilée, son cinquième succès de la saison, qui assure au pilote allemand la deuxième place au classement pilotes à l’issue de la saison.
  - (Football /Euro) : la Hongrie se qualifie lors des barrages pour l'Euro 2016 qui se déroulera en France.
  - (Tennis) :
    - (Fed Cup) : dans l'édition 2015, la victoire et le sacre est pour la République tchèque qui s'impose 3-2.
    - (Masters) : début de la 46e édition des Masters de tennis jusqu'au 22 novembre 2015 qui se déroule à l'O2 Arena de Londres et réunit les huit meilleurs joueurs disponibles en fin de saison ATP en simple. Les huit meilleures équipes de double sont également réunies pour la 41e fois.

- 2020 :
  - (Compétition automobile /Formule 1) : sur le Grand Prix automobile de Turquie, disputé sur l'Otodrom Istanbul Park d'Istanbul, Lewis Hamilton (photo) remporte son septième titre de champion du monde et égale le record de Michael Schumacher[2].
  - (Football) : Javier Mascherano prend sa retraite après 11 ans de carrière. Il a notamment joué avec le FC Barcelone et avec l'Argentine et a joué une  finale de coupe du monde.
- 2021 : 
  - (Football /éliminatoires de la Coupe du monde) : l'Angleterre et la Suisse se qualifient pour la Coupe du monde; L'Italie devra passer par les barrages[3].

## Naissances

### XVIIIesiècle
- 1776 :
  - Pehr Henrik Ling, pédagogue suédois. Inventeur et initiateur de la gymnastique. († 3 mai 1839).

### XIXesiècle
- 1831 :
  - Alexander Morten, footballeur anglais. (1 sélection en équipe nationale). († 24 février 1900).
- 1877 :
  - Dimítrios Golémis, athlète de demi-fond grec. Médaillé de bronze du 800 m aux Jeux d'Athènes 1896. († 9 janvier 1941).

### XXesièclede1901à1950
- 1918 :
  - Adolfo Pedernera, footballeur puis entraîneur et dirigeant sportif argentin. Vainqueur des Copa américa 1941 et 1946. (21 sélections en équipe nationale). Sélectionneur de l'équipe de Colombie de 1960 à 1962 puis de l'équipe d'argentine en 1969. († 12 mai 1995).
- 1921 :
  - Ernesto Vidal, footballeur uruguayen. Champion du monde de football 1950. (8 sélections en équipe nationale). († ? février 1974).
- 1927 :
  - Harry Keough, footballeur puis entraîneur américain. (19 sélections en équipe nationale). († 7 février 1974).
- 1942 :
  - Jacques Bonnet, footballeur puis entraîneur français.
- 1948 :
  - Mando Ramos, boxeur américain. Champion du monde poids légers de boxe de 1969 à 1970 et en 1972. († 6 juillet 2008).

### XXesièclede1951à2000
- 1959 :
  - Ursula Konzett, skieuse alpine liechtensteinoise. Médaillée de bronze du slalom aux Jeux de Sarajevo 1984.
- 1964 :
  - Philippe Montanier, footballeur puis entraîneur français.
- 1965 :
  - Nigel Bond, joueur de snooker anglais.
  - Stefan Pfeiffer, nageur allemand. Médaillé de bronze du 1 500 m aux Jeux de Los Angeles 1984 et aux Jeux de Séoul 1988. Champion du monde de natation du relais 4 × 200 m 1991.
- 1969 :
  - Helen Kelesi, joueuse de tennis canadienne.
- 1970 :
  - Uschi Disl, biathlète allemande. Médaillée d'argent du relais 4 × 7,5 km aux Jeux d'Albertville 1992, médaillée de bronze au 15 km individuelle et d'argent du relais 4 × 7,5 km aux Jeux de Lillehammer 1994, championne olympique du relais 4 × 7,5 km, médaillée d'argent du 7,5 km sprint et médaillée de bronze du 15 km individuelle aux Jeux de Nagano 1998, championne olympique du relais 4 × 7,5 km et médaillée d'argent du 7,5 km sprint aux Jeux de Salt Lake City 2002 et médaillée de bronze de la course en ligne 12,5 km aux Jeux de Turin 2006. Championne du monde de biathlon par équipes 1992, championne du monde de biathlon du relais 1995, 1997 et 1999, championne du monde de biathlon du relais et par équipes 1996 puis championne du monde de biathlon du sprint et de la poursuite 2005.
  - Patrick Mboma, footballeur camerounais. Champion olympique aux Jeux de Sydney 2000. Champion d'Afrique de football 2000 et 2002. (56 sélections en équipe nationale).
- 1973 :
  - Albert Portas, joueur de tennis espagnol.
- 1974 :
  - Cédric Burdet, handballeur français. Champion olympique aux Jeux de Pékin 2008. Médaillé de bronze aux CM de handball 2003 et 2005. Vainqueur de la Ligue des champions 2003. (227 sélections en équipe de France).
  - Sérgio Conceição, footballeur puis entraîneur portugais. Vainqueur de la Coupe d'Europe des vainqueurs de coupe 1999. (56 sélections en équipe nationale).
- 1975 :
  - Nikola Prkačin, basketteur croate.
  - Yannick Tremblay, hockeyeur sur glace canadien.
- 1980 :
  - Kevin Staut, cavalier de saut d'obstacles français. Champion olympique du saut d'obstacles par équipes aux Jeux de Rio 2016. Médaillé d'argent par équipes aux Mondiaux de sauts d'obstacles 2010 et 2014. Champion d'Europe de sauts d'obstacles en individuel 2009 puis médaillé d'argent par équipes aux CE de sauts d'obstacles 2011.
- 1981 :
  - Reggie Golson, basketteur américain.
  - Lorena Ochoa, golfeuse mexicaine. Victorieuse de l'Open britannique 2007 et du Championnat Kraft Nabisco 2008.
- 1982 :
  - Charles-Henri Bronchard, basketteur français.
- 1983 :
  - Imanol Erviti, cycliste sur route espagnol.
  - Aleksandar Pavlović, basketteur monténégrin puis serbe. (7 sélections avec l'équipe de Serbie).
  - Cheikhou Thioune, basketteur franco-sénégalais. (9 sélections avec l'équipe du Sénégal).
  - Fernando Verdasco, joueur de tennis espagnol. Vainqueur des Coupe Davis 2008, 2009 et 2011.
- 1984 :
  - Katarina Bulatović, handballeuse serbo-monténégrine. Médaillée d'argent aux Jeux de Londres 2012. Championne d'Europe féminin de handball 2012. Victorieuse des Ligue des champions féminine 2007, 2012, 2014 et 2015 ainsi que de la Coupe d'Europe des vainqueurs de coupe féminine 2010. (84 sélections avec l'équipe de Monténégro).
  - Brion Rush, basketteur américain.
- 1985 :
  - Matt Smith, joueur de rugby à XV anglais.
  - Alexandra Tchangoue, basketteuse française.
- 1986 :
  - Anouk Dekker, footballeuse néerlandais. Championne d'Europe féminin de football 2017. (85 sélections en équipe nationale).
  - Éder, footballeur italo-brésilien. (26 sélections en équipe d'Italie).
  - Mokhtar Ghayaza, basketteur tunisien. Champion d'Afrique de basket-ball 2011 et 2017. (59 sélections en équipe nationale).
  - Richard Hendrix, basketteur américano-macédonien. Vainqueur de l'EuroCoupe de basket-ball 2013. (11 sélections avec l'équipe de Macédoine).
  - Sania Mirza, joueuse de tennis indienne.
  - Tafari Toney, basketteur américano-britannique.
- 1987 :
  - Clevin Hannah, basketteur américano-sénégalais. (16 sélections avec l'équipe du Sénégal).
  - Leopold König, cycliste sur route tchèque. Vainqueur du Tour de République tchèque 2010 et 2013.
  - Sergio Llull, basketteur espagnol. Médaillé d'argent aux Jeux de Londres 2012 et de bronze aux Jeux de Rio 2016. Champion du monde de basket-ball 2019. Champion d'Europe de basket-ball 2009, 2011 et 2015. Vainqueur de l'Euroligue de basket-ball 2015 et 2018. (130 sélections en équipe nationale).
- 1988 :
  - Dardan Berisha, basketteur kosovar puis polonais. (38 sélections avec l'équipe de Pologne).
  - Quanitra Hollingsworth, basketteuse américano-turque. Victorieuse de l'Euroligue féminine de basket-ball 2013. (18 sélections avec l'équipe de Turquie).
  - Morgan Parra, joueur de rugby à XV français. Vainqueur du Grand Chelem 2010. (71 sélections en équipe de France).
- 1989 :
  - Staš Skube, handballeur slovène. Vainqueur de la Ligue des champions 2019. (27 sélections en équipe nationale).
- 1990 :
  - Rakeem Buckles, basketteur américain
  - Laurence Épée, épéiste française. Championne d'Europe d'escrime de l'épée par équipes 2017 et 2018.
- 1991 :
  - Christian Dissinger, handballeur allemand. Médaillé de bronze aux Jeux de Rio 2016. Champion d'Europe masculin de handball 2016. (19 sélections en équipe nationale).
- 1992 :
  - Sofia Goggia, skieuse alpine italienne. Championne olympique de la descente aux Jeux de Pyeonchang 2018.
  - Pernille Harder, footballeuse danoise. (120 sélections en équipe nationale).
  - Marine Petit, gymnaste française. Médaillée de bronze du concours général par équipes aux championnats d'Europe de gymnastique 2008.
  - Michael Salazar, footballeur bélizien. (12 sélections en équipe nationale).
  - Trevor Story, joueur de baseball américain.
  - Bobby Wood, footballeur américain. (45 sélections en équipe nationale).
- 1993 :
  - Paulo Dybala, footballeur argentin. (28 sélections en équipe nationale).
- 1994 :
  - Ekaterina Alexandrova, joueuse de tennis russe.
  - Sindarius Thornwell, basketteur américain.
  - Rasmus Wranå, curleur suédois. Médaillé d'argent aux Jeux de Pyeongchang 2018. Champion du monde masculin de curling 2018. Champion d'Europe de curling 2016 et 2017.
- 1995 :
  - Karl-Anthony Towns, basketteur dominico-américain. (17 sélections avec l'équipe de République dominicaine).
- 1996 :
  - Antoine Dupont, joueur de rugby à XV et à sept français. Champion olympique aux Jeux de Paris 2024. Vainqueur du Grand chelem 2022 ainsi que des Coupes d'Europe de rugby à XV 2021 et 2024. (52 sélections avec l'équipe de France de rugby à XV et 15 avec celle de rugby à sept ).
- 1997 :
  - Paula Badosa, joueuse de tennis espagnole.
  - Joe Cokanasiga, joueur de rugby à XV anglais. (3 sélections en équipe nationale).
  - Aaron Leya Iseka, footballeur belge.
- 2000 :
  - Patrik Gunnarsson, footballeur islandais.

### XXIesiècle
- 2002 :
  - Nasser Djiga, footballeur burkinabé.

## Décès

### XXesièclede1901à1950
- 1921 :
  - James H. Johnson, 47 ans, patineur artistique de couple britannique. Médaillé d'argent aux Jeux de Londres 1908. Champion du monde de patinage artistique 1909 et 1912. (° ? 1874).
- 1933 :
  - Tom Clapp, 75 ans, joueur de rugby à XV gallois. (14 sélections en équipe nationale). (° 25 octobre 1858).
- 1938 :
  - John Derbyshire, 59 ans, poloïste et nageur britannique. Champion olympique en water-polo aux Jeux de Paris 1900 et champion olympique du relais 4×200m nage libre aux Jeux de Londres 1908. (° 29 novembre 1878).

### XXesièclede1951à2000
- 1968 :
  - Charles Bacon, 83 ans, athlète de haies américain. Champion olympique du 400 m haies aux Jeux de Londres 1908. (° 9 janvier 1885).
- 2000 :
  - Piero Pasinati, 90 ans, footballeur puis entraîneur italien. Champion du monde de football 1938. (11 sélections en équipe nationale). (° 21 juillet 1910).

### XXIesiècle
- 2002 :
  - Son Ki-chong, 90 ans, athlète de fond sud-coréen-japonais. Champion olympique du marathon aux Jeux de Berlin 1936. (° 29 août 1912).
- 2006 :
  - Maurice Blondel, 88 ans, footballeur puis entraineur français. (° 13 janvier 1918).
- 2009 :
  - Antonio de Nigris, 31 ans, footballeur mexicain. Vainqueur de la Copa Libertadores 2004. (15 sélections en équipe nationale). (° 1er avril 1978).
- 2012 :
  - Théophile Abega, 58 ans, footballeur camerounais. Champion d'Afrique de football 1984. (16 sélections en équipe nationale). (° 9 juillet 1954).
- 2013 :
  - Raimondo d'Inzeo, 88 ans, cavalier de sauts d'obstacles italien. Médaillé d'argent en individuel et par équipe aux Jeux de Melbourne 1956, champion olympique en individuel et médaillé de bronze par équipes aux Jeux de Rome 1960, médaillé de bronze par équipes aux Jeux de Tokyo 1964 ainsi qu'aux Jeux de Munich 1972. Champion du monde de saut d'obstacles par équipes 1956 et 1960. (° 2 février 1925).
- 2014 :
  - Valéry Mézague, 30 ans, footballeur franco-camerounais. (7 sélections avec l'équipe du Cameroun). (° 8 décembre 1983).